# Tuziorismo
Il tuziorismo (dal latino (opinio) tutior «opinione più sicura») è una dottrina teologico-morale secondo la quale nel dubbio di coscienza circa due opinioni contrapposte si deve sempre seguire quella più conforme alla legge. È strettamente correlata alla dottrina del probabilismo in quanto esse erano le teorie alternative di riferimento nella casistica dei gesuiti.
In tale dottrina morale, particolarmente cara ai giansenisti e condannata nel 1690 da papa Alessandro VIII, è possibile distinguere due correnti:
- il tuziorismo assoluto, che insegna che in caso di conflitto tra due opinioni, di cui una in favore della legge e l'altra in favore della libertà, si è tenuti a seguire sempre quella che sta per la legge;
- il tuziorismo mitigato, in cui è ammesso il ricorso alla libertà nel solo caso che questa abbia dalla sua la massima probabilità.[2]

Non è stato condannato in due casi:
- questioni relative alla vita umana
- questioni relative ai sacramenti[3]

## Diritto
Nel linguaggio giuridico, il "tuziorismo" è un comportamento argomentativo che privilegia un atteggiamento fortemente prudente, alla ricerca della massima sicurezza possibile, con riguardo anche ad eventi privi di serie possibilità di accadere.
Nella pratica forense, "proporre un argomento per tuziorismo" significa aggiungerlo per maggior cautela, pur non ritenendolo necessario, per non trascurare alcun argomento idoneo all'affermazione del proprio assunto.